# آروبلا آربنز

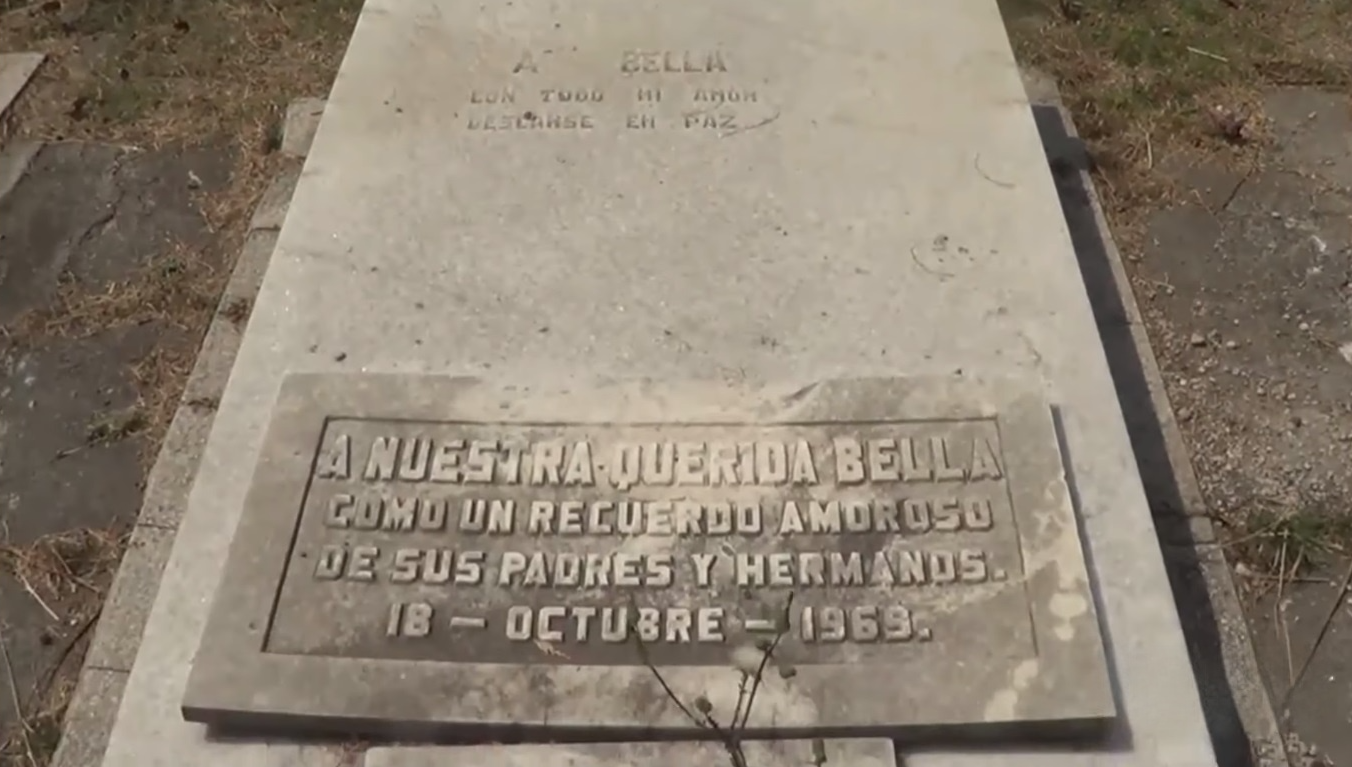
سنگ‌مزار آروبلا آربنز

آروبلا آربنز (اسپانیایی: Arabella Árbenz‎; ۱۵ ژانویهٔ ۱۹۴۰ – ۵ اکتبر ۱۹۶۵) مدل و بازیگر اهل گواتمالا بود. او دختر خاکوبو آربنز یکی از رئیس جمهورهای گواتمالا بود.